# Fons Bemelmans

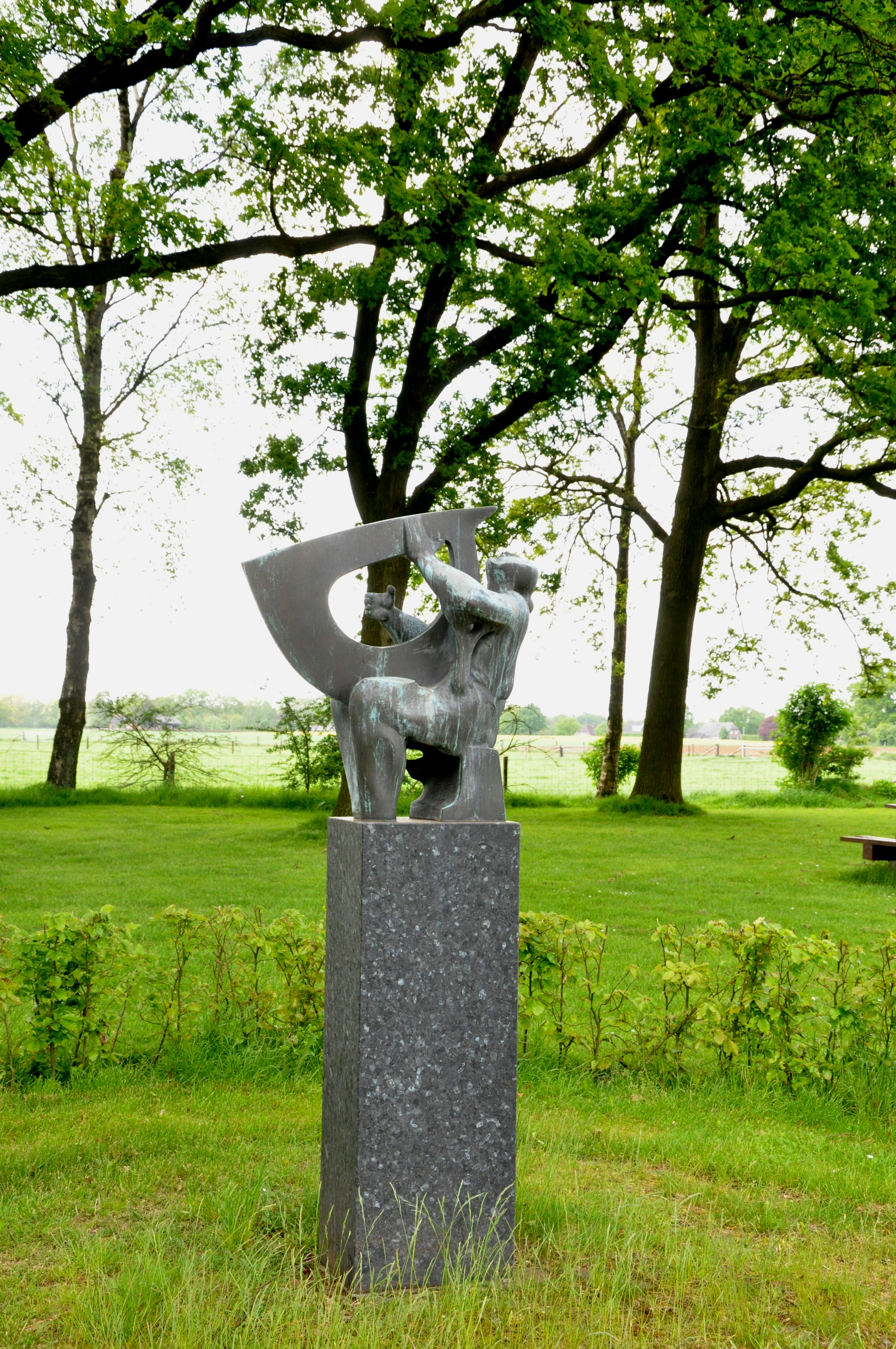
De harpspeelster, Emst, gemeente Epe.

Alphons Willem Bernhard Johannes (Fons) Bemelmans (Maastricht, 8 januari 1938) is een Nederlandse kunstenaar, vooral bekend als beeldhouwer. Hij is ook werkzaam als edelsmid, kunstschilder, graficus en penningkunstenaar.

## Leven en werk
Bemelmans begon zijn opleiding als edelsmid in 1955 aan de Stadsacademie voor Toegepaste Kunsten in Maastricht waar hij in 1958 de St.-Lucasprijs won. Vanaf 1960 tot 1962 ging hij in onderricht bij Professor Ludwig Gies in Keulen aan de Kölner Werkschulen en daarna nog bij Luciano Minguzzi aan de Accademia di Belle Arti di Brera in Milaan tot 1963. Zijn werk laat zich omschrijven als geabstraheerd figuratief met de klassieke thematiek van mythen en sage. Fons Bemelmans woont en werkt in Eijsden. Hij signeert zijn werk soms met FB.

## Werken in de openbare ruimte
Dalfsen
- Het koppel (2006),

Emst
- De harpspeelster

Geldrop
- Mariage (), Jan van Geldropstraat

Geleen
- Jonas en de walvis (1976), Markt, achter het gemeentehuis (vanaf 1999), tot 1981 op de hoek Raadhuisstraat/Markt

Gulpen
- Paard in brons (1988), Rijksweg (busstation)

Heerlen
- Prometheus (1975), Euterpelaan

's-Hertogenbosch
- H. Donatus (1977), Geert Grotestraat

Hilversum
- Liggend (1971), Kloosterlaan, Kerkelandenlaan

Horst (Limburg)
- Paard (1988), Wilhelminaplein, gemeentehuis

Laren
- Nijlpaard en vogeltjes (), Melkpad 42

Lelystad
- Steigerend Paard (1993), Zilverpark

Maastricht
- De mens in het heelal (1969), Tongerseplein
- Nijlpaard en Opvliegende vogel (1970), Kelvinstraat, (De Joppenhof school, Heer)
- Henri Jonasfontein (1973), Maastrichter Smedenstraat
- Vliegende duiven (1973), Herculeshof (winkelcentrum Daalhof)
- Vogel die in de vlucht een slang vangt (1979), Oude Molenweg (Porta Mosana College)
- Mercurius (1982), Het Bat
- Jupiter (1984), Onze Lieve Vrouweplein
- Er zit weer muziek in Wyck (1988), Bourgogneplein

Meerssen
- De Gemeenschap (1990), Beekstraat (van 2000 tot 2004 op de Markt)

Soest
- Harpiste (1983), Di Lassostraat

Terneuzen
- Boogschutter (1977), Herengracht, ABN AMRO

Utrecht
- Pegasus (1975), Park de Watertoren
- Stier (1981), Park de Gagel
- Gaia (1998), Wilhelminapark

Venlo
- Orpheus (1985), Oude Markt

Wijlre
- Antoon Coolen (1997)

Wijnandsrade
- De vrouw met de harp (1994), Kersboomkensweg, nabij Kasteel Wijnandsrade

Zwolle
- De val van Icarus (1981), Park de Wezenlanden (stond tot 2006 op de Grote Markt)

## Prijzen
- Krakow Polen Prijs voor Penningenkunst
- In 1999 werd Fons Bemelmans benoemd tot Ridder in de Orde van Oranje-Nassau.

- Gemeinsame Normdatei: 124282725
- International Standard Name Identifier: 0000 0000 8200 6043
- Nederlandse Thesaurus van Auteursnamen: 070888477
- RKD-Nederlands Instituut voor Kunstgeschiedenis: 6353
- Union List of Artist Names: 500192295
- Virtual International Authority File: 15700714
- WorldCat: E39PBJxGWmwGrbkDxxRdyDvCQq